# Paul Simon in Concert: Live Rhymin'
Paul Simon in Concert: Live Rhymin' es un álbum en vivo del músico estadounidense Paul Simon. Fue publicado en marzo de 1974 a través del sello Columbia Records.

## Recepción de la crítica
Un escritor no especificado de Record World le otorgó el certificado de “Hit of the Week”, y señaló que “la calidad dulce y gentil de sus emotivas letras” se capturan exquisitamente en el álbum. Un escritor no especificado de Billboard escribió: “El comparativamente solitario Simon deleitó a los asistentes del concierto durante la gira del año pasado con un programa equilibrado de su mejor material, tanto de su paso por Garfunkel como de sus más recientes proyectos en solitario. Ahora tenemos esta crónica grabada de la gira, completa con los compañeros musicales de Simon, Urubamba y los Jessy Dixon Singers. Hay asperezas en las voces, problemas de sonido ocasionales, pero suficiente buena música (casi 55 minutos) y calidez personal para apuntar hacia fuertes ventas”. Un escritor no especificado de la revista Cash Box calificó Live Rhymin' como “revolucionario porque, aunque fue grabado en vivo en South Bend, Indiana y Carnegie Hall, tiene una calidad íntima ‘en estudio’ que lo hace tan único a su manera como lo fue Sgt. Pepper's Lonely Hearts Club Band”.

## Lista de canciones
Todas las canciones escritas y compuestas por Paul Simon, excepto donde esta anotado. 
| Lado uno |                                                                       |          |  |
| N.º      | Título                                                                | Duración |  |
| 1.       | «Me and Julio Down by the Schoolyard»                                 | 2:47     |  |
| 2.       | «Homeward Bound»                                                      | 2:45     |  |
| 3.       | «American Tune»                                                       | 3:58     |  |
| 4.       | «El Cóndor Pasa (If I Could)» (Daniel Robles, Jorge Milchberg, Simon) | 4:08     |  |
| 5.       | «Duncan»                                                              | 5:11     |  |
| 6.       | «The Boxer»                                                           | 6:11     |  |

| Lado dos |                                                      |          |  |
| N.º      | Título                                               | Duración |  |
| 1.       | «Mother and Child Reunion»                           | 4:00     |  |
| 2.       | «The Sound of Silence»                               | 4:27     |  |
| 3.       | «Jesus Is the Answer» (Andraé Crouch, Sandra Crouch) | 3:28     |  |
| 4.       | «Bridge over Troubled Water»                         | 7:10     |  |
| 5.       | «Loves Me Like a Rock»                               | 3:16     |  |
| 6.       | «America»                                            | 4:35     |  |

- Los lados uno y dos fueron combinados como pista 1–12 en la reedición de CD.

| Bonus tracks (2011 Columbia Records reissue) |                      |          |  |
| N.º                                          | Título               | Duración |  |
| 13.                                          | «Kodachrome»         | 2:55     |  |
| 14.                                          | «Something So Right» | 4:34     |  |

## Posicionamiento
| Gráfica (1974)                            | Pico de posición |
| ----------------------------------------- | ---------------- |
| Australia (Kent Music Report)             | 20               |
| Canadá (RPM Top Albums)                   | 27               |
| Estados Unidos (Billboard Top LPs & Tape) | 33               |
| Noruega (VG-lista)                        | 19               |

## Certificaciones y ventas
| País                  | Certificación | Ventas  |
| --------------------- | ------------- | ------- |
| Estados Unidos (RIAA) | Oro           | 500 000 |